# San Francisco (stacja metra)
San Francisco – stacja metra w Madrycie, na linii 11. Znajduje się w dzielnicy Carabanchel, w Madrycie i zlokalizowana jest pomiędzy stacjami Pan Bendito i Carabanchel Alto. Została otwarta 18 grudnia 2006.